# Special Correspondents
Special Correspondents é um filme de 2016 dirigido por Ricky Gervais feito em coprodução pelo Reino Unido, Canadá e Estados Unidos.

## Enredo
O jornalista de notícias de rádio Frank Bonneville (Eric Bana) entra em uma cena de assassinato posando como um policial. Depois de obter os detalhes do crime, ele é removido do local e imediatamente após, relata a história ao vivo no rádio. Quando ele retorna para a estação, Frank é aplaudido pelos colegas em começar a história antes de qualquer outra imprensa, mas seu chefe Geoffrey Mallard (Kevin Pollak) adverte que se ele quebra a lei mais uma vez, ele vai ser demitido. Naquela noite, o técnico de som Ian Finch de Frank (Ricky Gervais) leva sua esposa Eleanor (Vera Farmiga) para o baile anual da estação, mas tem que sair por uma participação fora com colega de trabalho Claire Maddox (Kelly Macdonald). Eleanor então encontra Frank, que dorme com ela, sem saber que ela é casada com Finch. No dia seguinte, Mallard coloca Frank em uma história sobre um levante no Equador, e atribui Finch para acompanhá-lo. No entanto, Finch diz a Frank que ele não pode ir tão longe e Eleanor o deixou. Ele também diz que ele escreveu uma carta, pedindo-lhe para não terminar o casamento.
Finch depois muda de ideia sobre o Equador, e ele e Frank fazem malas para sua viagem. No aeroporto, os dois percebem que Finch tem jogado acidentalmente seus passaportes e bilhetes de avião em um caminhão de lixo. Frank e Finch voltam para a cidade e se esconden em um café de propriedade do casal espanhol Brigida e Domingo (América Ferrera e Raúl Castillo), localizado do outro lado da rua da estação de rádio. Com Brigida ajudando de Domingo, Frank e Finch falsificam os seus relatórios de guerra na sala de reposição do casal. Depois de Finch e Frank decidirem que precisam para cobrir uma história maior, eles inventam um homem chamado Emilio Santiago Alvarez, que eles dizem que é evasivo e intimamente ligado à guerra. Este relatório alerta o governo dos Estados Unidos, que agora acreditam que Frank e Finch são alvos para os homens de Alvarez. Enquanto isso, Frank e Finch vêem como o outros meios de comunicação falam do relatório sobre Alvarez, incluindo o seu rival de TV John Baker (Benjamin Bratt). Mallard chama Frank, pedindo para os dois homens para irem à embaixada dos Estados Unidos em Quito, onde eles vão em seguida serem levados para casa. Em pânico que eles vão ser descobertos, Frank e Finch destroem seus cartões SIM de modo que não possam ser rastreados.
Na manhã seguinte, Frank não faz o registro com Mallard, preocupando-se na estação. A mídia começa a informar sobre Finch e o desaparecimento de Frank. Claire visita Eleanor para oferecer sua simpatia, mas Eleanor parece mais interessada em obter a sua história para fora. Frank e Finch encenam uma situação de refém, e enviam uma mensagem para o presidente, pedindo um resgate ou eles serão executados. Mais tarde, Frank e Finch olham como Eleanor aparece na TV. Isso leva Frank para saber mais sobre sua identidade da mulher de Finch. Ela então executa uma canção, "Dollar por um herói", apelando para seu retorno seguro. Eleanor posteriormente torna-se uma sensação nacional e configura uma instituição de caridade para Finch e Frank. Mallard pede a Claire para conhecer Eleanor, que está usando a situação de seu marido para que ela possa começar uma carreira de cantora. Finch percebe o egoísmo de Eleanor na situação e diz que ele não está mais chateado que ela o deixou. No aniversário de Finch, ele admite que não pode manter a farsa por mais tempo. Finch e Frank param em seu apartamento para tomar parte do dinheiro doado, mas Eleanor pega-los. Os três decidem dividir o dinheiro para que todos eles consegam o que querem. Frank e Finch dirigem cross-country e navegar ilegalmente para o Equador. Eles pegam uma carona para Quito a partir de um local, mas primeiro param em um bar decadente. Lá, eles são mantidos à mão armada e levados para uma pequena aldeia, onde eles estão presos. Pensando que vai morrer, Frank admite a Finch que ele dormiu com Eleanor.
Na manhã seguinte, os captores exigem um resgate de Eleanor, mas ela se recusa e diz-lhes para matar Frank e Finch. Quando um captor retorna, prevê para lutar até a morte, Frank rouba a arma e Finch acaba atirando nele. Eles escapam por roubar um carro, tornando para a embaixada dos Estados Unidos, e são levados para casa em um jato particular. Ao voltar para casa, eles são recebidos pelo Secretário de Estado, imprensa, amigos e familiares. Frank faz um discurso, e Finch ignora Eleanor para cumprimentar Domingo e Brigida. Eleanor, em seguida, fala com a imprensa sobre seu próximo álbum, enquanto Finch tira seu anel de casamento. Ele se aproxima de Claire, a quem ele percebe que ele gosta de quem ele é. O par em seguida, caminha em direção à cidade.

## Elenco
- Eric Bana ... Frank Bonneville
- Ricky Gervais ... Ian Finch
- Vera Farmiga ... Eleanor Finch
- Kelly Macdonald ... Claire Maddox
- Benjamin Bratt ... John Baker
- Kevin Pollak ... Geoffrey Mallard
- America Ferrera ... Brigida
- Raúl Castillo .. Domingo
- Ari Cohen ... Rampling
- Meghan Heffern ... Virginia
- Mimi Kuzyk ... Secretária do estado
- Jim Norton ... Rent Boy

## Produção

### Pré-produção
No final de outubro de 2014, foi relatado que Ricky Gervais estaria dirigindo um remake da comédia francesa Envoyés très spéciaux, intitulado Special Correspondents (Tradução Inglês do filme francês), a partir de seu próprio roteiro. Também foi anunciado que Eric Bana e Gervais iriam estrelar o filme como um jornalista de rádio lutando e seu ajudante, respectivamente. No início de maio, foi relatado que Kevin Pollak teria um papel de apoio no filme. Em 27 de maio, foi revelado que Benjamin Bratt tinha sido escalado para o papel de inimigo de Bana. Em 30 de maio, Kelly Macdonald foi relatado que se juntou ao elenco do filme. No dia seguinte, Vera Farmiga anunciou seu envolvimento no projeto; ela foi mais tarde confirmada para estar retratando o papel da esposa cruel de Gervais. Raúl Castillo foi relatado que se juntou ao elenco no dia 3 de junho. Uma imagem do elenco completo foi revelada pelo site TheWrap em 5 de junho, confirmando América Ferrera no elenco.

### Filmagens
As filmagens começaram em 19 de maio de 2015, em Toronto, Ontário, Canadá. A produção mudou de Toronto para a cidade de Nova Iorque em 27 de Junho. A filmagem principal foi concluída em Nova Iorque em 2 de julho de 2015.

### Pós-produção
Gervais afirmou que ele tinha imagindo o filme gravado. Ele disse: "Mesmo que certamente seria anunciado como uma comédia, não é uma grande amplo e óbvia ... É um pouco satírica um pouco dramático um pouco romântico..." Em setembro de 2015, Gervais postou em seu blog que tinham começado a gravar e escrever a trlha sonora para o filme. Em 6 de novembro de 2015, Gervais anunciou que ele tinha acabado a pós-produção do filme. Em fevereiro de 2016, foi anunciado que Dickon Hinchliffe havia composto a trlha sonora.